# Manasterzec (rejon samborski)
Manasterzec – wieś na Ukrainie w rejonie samborskim należącym do obwodu lwowskiego.
We wsi urodził się Zdzisław Łęcki.